# Alberte Giménez y Adrover
Alberte Giménez (Pollença, 6 août 1837 - Pollença, 21 décembre 1922) est une religieuse espagnole fondatrice des religieuses de la Pureté de Marie et reconnue vénérable par l'Église catholique.

## Biographie
Elle naît à Pollença sur l'île de Majorque. Peu de temps après, la famille s’installe à Palma de Majorque où Alberte apprend à lire et écrire. Ses parents désirant qu'elle fasse des études supérieures, ils paient un professeur particulier, Francisco Civera, pour la préparer au diplôme de maîtresse d'école. En 1859, alors qu'elle a 22 ans, François lui demande sa main ; il se marient l'année suivante. Cependant, en seulement neuf ans, Alberte perd son mari et trois de ses enfants restant seule avec le plus jeune ; elle a alors 32 ans.
Le 2 mars 1870, le maire de la ville de Palma et Don Thomas Rullán, représentant de l’évêque de Palma, lui demandent de prendre en charge le collège royal de la Pureté de Marie de Palma, école destinée à l'éducation des jeunes femmes fondée en 1809 par Mgr Nadal. Ce collège étant en déclin après avoir joui d’un grand prestige, l'évêque avait auparavant fait appel aux religieuses du Sacré-Cœur de Jésus puis aux sœurs de Notre Dame de Lorette qui avaient abandonné face aux difficultés. Alberte accepte aussitôt et se rend au collège de la Pureté le 23 avril 1870. La nouvelle rectrice commence immédiatement à réorganiser l’institution. Elle enseigne également la grammaire, l’histoire, et en peu de temps, le collège retrouve la stabilité et le prestige d’antan.
Deux ans plus tard, les autorités de Palma lui proposent de créer et de diriger l’École normale supérieure des maîtresses des Baléares. 
En effet, il existait sur l'île une École normale pour instituteurs, et les femmes qui voulaient diriger une école devaient passer leur examen dans cette école, mais une disposition royale du 17 août 1871 ordonna de ne plus passer les examens d'institutrices dans les  provinces sans École Normale de femmes. L'isolement de l'île et le coût du voyage jusqu'à l'Espagne péninsulaire rend donc la disposition néfaste pour les femmes voulant être institutrices. Le Conseil Régional des Baléares essaya de trouver des solutions mais il fallait un bâtiment, du mobilier et du personnel. Les conseillers régionaux Fuster de Puigdorfila et Salvá de Llapassa s'entretiennent donc avec le vicaire général Tomás Rullán pour installer cette institution dans le collège de la Pureté de Marie. Il fallait pour cela obtenir l'autorisation de l'évêque, l'établissement étant sous sa protection. Le Conseil Régional lui adresse un courrier le 26 mars 1872  demandant son approbation, accord qui est donné le 3 avril suivant. Pendant ce temps, Alberte est parti passer l'examen à Barcelone où elle obtient le diplôme, indispensable pour diriger le nouvel établissement d’enseignement. Le 2 mai 1872, elle est officiellement nommée directrice et prend ses fonctions le 13 mai. Pendant quarante ans, elle est responsable de la formation de toutes les institutrices des Baléares.
Certaines étudiantes de la première promotion voulant rester avec elle. Alberte décide de former une congrégation religieuse vouée à l'enseignement afin de poursuivre l'œuvre. Thomas Rullán lui apporte son soutien et Alberte rédige les constitutions religieuses donnant naissance à la congrégation des religieuses de la Pureté de Marie. L’évêque Don Miguel Salvà approuve la communauté le 19 septembre 1874. Elle voyage à de nombreuses reprises en Espagne et aussi en France et en Italie afin de connaître de nouvelles méthodes pédagogiques. Elle ouvre une bibliothèque contenant des œuvres de grande valeur.
Le 22 juillet 1912, un arrêté ministériel lui retire la direction de l'école normale. En août, elle démissionne de son poste de supérieure générale en raison de sa mauvaise santé. En 1920, le gouvernement qui accorde la croix de l’ordre d'Alphonse XII. Elle meurt le 21 décembre 1922 à Palma. Ses restes se trouvent dans la chapelle de la maison-mère de la Pureté de Marie à Palma. Son procès de béatification s'ouvre le 22 mars 1986 ; elle est déclarée vénérable par le pape Jean-Paul II le 22 mars 1986.